# Министерство национальной экономики и финансов Греции
Министерство национальной экономики и финансов (греч. Υπουργείο Εθνικής Οικονομίας και Οικονομικών) — высший орган исполнительный власти Греции в сфере денежной политики, отвечающий за её проведение. Создано 27 июня 2023 года вместо Министерства финансов. С 2000 по 2009 год носило название Министерство экономики и финансов (Υπουργείο Οικονομίας και Οικονομικών). С 1967 по 2000 год и с 2009 года называлось Министерством финансов. Действующий министр — Костис Хадзидакис с 27 июня 2023 года.

## Список министров
Министры экономики и финансов
- 2000—2001 Папантониу, Яннос
- 2001—2004 Христодулакис, Никос
- 2004—2009 Алогоскуфис, Йоргос
- 2009 Папатанасиу, Яннис

Министры финансов
- 2009—2011 — Папаконстантину, Йоргос
- 2011—2012 — Венизелос, Евангелос
- 2012 — Сахнидис, Филиппос
- 2012 — Заньяс, Йоргос
- 2012—2014 — Стурнарас, Яннис
- 2014—2015 — Хардувелис, Гикас
- 2015 — Варуфакис, Янис
- 2015 — Цакалотос, Эвклид
- 2015 — Хулиаракис, Йоргос
- 2015—2019 — Цакалотос, Эвклид
- 9 июля 2019 — 26 мая 2023 — Христос Стайкурас
- 26 мая 2023 — 27 июня 2023 — Пелагидис, Теодорос

Министры национальной экономики и финансов Греции
- 27 июня 2023 — н. в. — Костис Хадзидакис